# 峡路
峡路，北宋初期，地方一级行政区单位。
《續資治通鑑長编》卷42载：宋太祖乾德三年（965年），北宋平后蜀，凡得益州等四十六州府，置“西川路”。
宋太祖开宝六年（973年），分“西川路”置“峡路”：
1. “峡路”别置水陆计度转运使，治夔州（唐宋又名云安郡，今奉节），领“遂、合、渝、泸、昌、开、达、渠、巴、蓬、资、戎、涪、忠、万、夔、施十七州及广安、梁山、云安三军”（《长编》卷14）。
2. “西川路”仍治成都府，领“黎、雅、眉、嘉、邛、蜀、成都府、彭、绵、汉、简、梓、陵、维、茂、荣、果、阆、龙、普、利、兴、文、剑、兴元府、壁、集、洋二十八州府及永安、怀安二军”。
3. 黔州改隶“荆湖路”。

宋太宗至道三年（997年），“国初罢节镇统支郡，以转运使领诸路事，其分合未有定制。京西分为两路；河北既分南路，又分东、西路；陕西分为陕西河北、西南两路，又为陕府西北路；淮南分为西路；江南分为东、西路；荆湖两路，或通置一使；两浙或为东北路，其西南路实兼福建；剑南初曰西川，后分峡路，西川又分东、西路，寻并之。是岁，始定为十五路：一曰京东路，二曰京西路，三曰河北路，四曰河东路，五曰陕西路，六曰淮南路，七曰江南路，八曰荆湖南路，九曰荆湖北路，十曰两浙路，十一曰福建路，十二曰西川路，十三曰峡路，十四曰广南东路，十五曰广南西路。”
此时，川峡地区的利州（唐宋又名益川郡，今广元）、兴元府（唐宋又名汉中郡，今汉中）、梓州（唐宋又名梓潼郡，今三台）仍隶属成都府“西川路”，而夔州（今奉节）已另立“峡路”。
终宋一世，只有峡路，没有峡西路，查无史源。误峡路作峡西路，实为缪传。

## 行政区划
- 兴元府、利州、洋州、阆州、剑州、巴州、文州、兴州、蓬州、龙州、夔州、黔州、施州、忠州、万州、达州、涪州、渝州、开州、云安军、梁山军、南平军、大宁监